# Срібні ковзани
«Срібні ковзани» (англ. Hans Brinker, or The Silver Skates) — роман американської письменниці Мері Мейпс Додж, вперше опублікований у 1865 році. Книга перекладена на багато мов і одержала досить широке поширення в усьому світі.
«Срібні ковзани» — це цікава історія бравого Ганса і його сестрички Гретель, що розгортається на тлі географічного та побутового опису Голландії XIX століття. В книзі цікаво розмальовані картини голландської життя з його оригінальними звичаями; попутно робляться цікаві екскурси і в історію країни. Після низки пригод енергійному Гансу вдається визволити зі злиднів всю свою родину Брінкерів.
Автор з великим вмінням малює своєрідний світ дитячих захоплень, наприклад, в області зимового спорту й ковзаньських змагань, а також святкову атмосферу дня святого Ніколааса та Різдва.

## Переклади українською
- Мері Мейпс Додж. Срібні ковзани. — Форс, 2017. — 272 с. — ISBN 9978-617-7347-88-9.
- Мері Мейпс Додж. Ганс Брінкер, або Срібні ковзани. — Навчальна книга - Богдан, 2017. — 368 с. — ISBN 978-966-10-2755-7.
- Мері Мейпс Додж. Срібні ковзани. — Зання, 2017. — 304 с. — ISBN 978-617-07-0465-8, 978-617-07-0237-1.